# 2023년 KBO 리그 신인 드래프트
2023년 KBO 리그 신인 선수 지명 회의는 2022년에 진행된 신인 지명 회의이다.

## 지명 방식
2007년 지명부터 2016년 지명까지 실시되었던 홀수 라운드는 전년도 순위의 역순, 짝수 라운드는 전년도 순위대로 지명하는 방식, 소위 ㄹ자 지명방식이 폐지되면서, 2017년 신인드래프트부터 홀수, 짝수 라운드 상관없이 모든 라운드에서 전년도 순위의 역순으로 선수를 지명하는 소위 Z자 지명방식이 사용된다.
1차지명이 폐지되고 전면드래프트로 진행된다. 기존 10라운드에서 11라운드로 1라운드가 더 늘었다.
2차 지명 순서
- 모든 라운드 : 한화 → KIA → 롯데 → NC → SSG → 키움 → LG → 삼성 → 두산 → kt

## 지명결과

### 전면드래프트
- 9월 15일 목요일에 진행했다.

| 라운드 | 한화                                      | KIA                                       | 롯데                                      | NC                                        | SSG                                       | 키움                                              | LG                                         | 삼성                                      | 두산                                      | kt                                        |
| ------ | ----------------------------------------- | ----------------------------------------- | ----------------------------------------- | ----------------------------------------- | ----------------------------------------- | ------------------------------------------------- | ------------------------------------------ | ----------------------------------------- | ----------------------------------------- | ----------------------------------------- |
| 1      | 김서현 (서울고,투수) (계약금:5억원)       | 윤영철 (충암고,투수) (계약금:3억 2천만원) | 김민석 (휘문고,내야) (계약금:2억 5천만원) | 신영우 (경남고,투수) (계약금:2억 5천만원) | 이로운 (대구고,투수) (계약금:2억 5천만원) | 김건희 (원주고,포수 겸 투수) (계약금:2억 2천만원) | 김범석 (경남고,포수) (계약금:2억 5천만원)  | 이호성 (인천고,투수) (계약금:2억원)       | 최준호 (북일고,투수) (계약금:2억원)       | 김정운 (대구고,투수) (계약금:2억 2천만원) |
| 2      | 문현빈 (북일고,내야) (계약금:1억 5천만원) | 김동헌 (충암고,포수) (계약금:1억 5천만원) | 이진하 (장충고,투수) (계약금:1억 5천만원) | 박한결 (경북고,외야) (계약금:1억 5천만원) | 송영진 (대전고,투수) (계약금:1억 5천만원) | 오상원 (선린인고,투수) (계약금:1억 1천만원)       | 김동규 (성남고,투수) (계약금:1억 3천만원)  | 박권후 (전주고,투수) (계약금:1억 3천만원) | 김유성 (고려대,투수) (계약금:1억 5천만원) | 정준영 (장충고,외야) (계약금:1억 2천만원) |
| 3      | 이민준 (장충고,내야) (계약금:1억 1천만원) | 정해원 (휘문고,내야) (계약금:1억원)       | 서현원 (세광고,투수) (계약금:1억 1천만원) | 신용석 (마산고,포수) (계약금:1억원)       | 김정민 (경남고,외야) (계약금:1억원)       | 박윤성 (경남고,투수) (계약금:9천만원)             | 박명근 (라온고,투수) (계약금:1억 1천만원)  | 김재상 (경기상고,내야) (계약금:1억원)     | 장우진 (북일고,투수) (계약금:1억원)       | 손민석 (경남고,내야) (계약금:9천만원)     |
| 4      | 김관우 (마산고,투수) (계약금:9천만원)     | 김세일 (마산용마고,투수) (계약금:6천만원) | 김기준 (경북고,투수) (계약금:8천만원)     | 목지훈 (신일고,투수) (계약금:8천만원)     | 안현서 (경기고,투수) (계약금:8천만원)     | 이승원 (덕수고,내야) (계약금:7천만원)             | 이준서 (서울고,외야) (계약금:8천만원)      | 신윤호 (장충고,투수) (계약금:8천만원)     | 임서준 (경동고,내야) (계약금:8천만원)     | 김건웅 (성남고,투수) (계약금:8천만원)     |
| 5      | 김해찬 (대전고,외야) (계약금:7천만원)     | 곽도규 (공주고,투수) (계약금:6천만원)     | 정대선 (세광고,내야) (계약금:7천만원)     | 강건준 (배명고,투수) (계약금:6천만원)     | 김건웅 (연세대,내야) (계약금:7천만원)     | 송재선 (한일장신대,외야) (계약금:7천만원)         | 원상훈 (한국K-POP고,투수) (계약금:7천만원) | 강준서 (동의대,내야) (계약금:7천만원)     | 윤준호 (동의대,포수) (계약금:7천만원)     | 임정균 (부산고,투수) (계약금:7천만원)     |
| 6      | 한서구 (대전고,투수) (계약금:5천만원)     | 이송찬 (광주동성고,투수) (계약금:5천만원) | 이태연 (충암고,투수) (계약금:6천만원)     | 이준호 (성균관대,투수) (계약금:6천만원)   | 박세직 (야탑고,외야) (계약금:6천만원)     | 우승원 (충암고,내야) (계약금:5천만원)             | 권동혁 (라온고,외야) (계약금:6천만원)      | 김시온 (울곡고,투수) (계약금:6천만원)     | 한충희 (광주일고,투수) (계약금:5천만원)   | 이준희 (휘문고,포수) (계약금:6천만원)     |
| 7      | 송성훈 (대전고,투수) (계약금:5천만원)     | 이도현 (휘문고,투수) (계약금:4천만원)     | 석상호 (고려대,투수) (계약금:5천만원)     | 신성호 (마산고,내야) (계약금:5천만원)     | 김민준 (북일고,내야) (계약금:5천만원)     | 박성빈 (대전고,포수) (계약금:5천만원)             | 허용주 (마산용마고,투수) (계약금:5천만원)  | 류승민 (광주일고,외야) (계약금:5천만원)   | 백승우 (동아대,투수) (계약금:5천만원)     | 류현인 (단국대,내야) (계약금:5천만원)     |
| 8      | 최원준 (청담고,투수) (계약금:4천만원)     | 박일훈 (안산공고,투수) (계약금:4천만원)   | 조경민 (강릉고,투수) (계약금:4천만원)     | 정주영 (경북고,투수) (계약금:4천만원)     | 류현곤 (청담고,투수) (계약금:4천만원)     | 이호열 (라온고,내야) (계약금:4천만원)             | 송대현 (동국대,내야) (계약금:4천만원)      | 김민호 (청담고,내야) (계약금:4천만원)     | 박민준 (동강대,포수) (계약금:4천만원)     | 황의준 (수성대,외야) (계약금:4천만원)     |
| 9      | 박재규 (개성고,투수) (계약금:4천만원)     | 김도월 (서울고,내야) (계약금:3천만원)     | 정재환 (부산고,포수) (계약금:3천만원)     | 서동욱 (신일고,투수) (계약금:3천만원)     | 이승훈 (배재고,투수) (계약금:4천만원)     | 변헌성 (유신고,포수) (계약금:4천만원)             | 이철민 (선린인고,내야) (계약금:4천만원)    | 박시원 (유신고,투수) (계약금:4천만원)     | 김문수 (경기고,외야) (계약금:3천만원)     | 정진호 (청담고,투수) (계약금:4천만원)     |
| 10     | 천보웅 (구미대,투수) (계약금:3천만원)     | 김재현 (송원대,내야) (계약금:3천만원)     | 장세진 (군산상고,투수) (계약금:3천만원)   | 배상호 (경북고,외야) (계약금:3천만원)     | 김건이 (강릉영동대,포수) (계약금:3천만원) | 안겸 (배재고,포수) (계약금:3천만원)               | 곽민호 (배명고,내야) (계약금:3천만원)      | 박장민 (대구고,내야) (계약금:3천만원)     | 류건우 (유신고,투수) (계약금:3천만원)     | 이준명 (동의대,투수) (계약금:3천만원)     |
| 11     | 김예준 (강릉고,내야) (계약금:3천만원)     | 고윤호 (경기고,내야)                      | 배인혁 (인천고,내야) (계약금:2천만원)     | 김주환 (효천고,투수) (계약금:3천만원)     | 김준영 (세광고,투수) (계약금:3천만원)     | 서유신 (원광대,내야) (계약금:3천만원)             | 강민균 (홍익대,내야) (계약금:3천만원)      | 박진우 (청주고,포수) (계약금:3천만원)     | 남율 (휘문고,투수) (계약금:3천만원)       | 강건 (장안고,투수) (계약금:3천만원)       |

- 'Z'자 방식으로 지명 순서를 정함.

## 출신 학교 별 정리

### 서울
- 서울고등학교 - 김서현(한화, 1라운드), 이준서(LG, 4라운드), 김도월(KIA, 9라운드)
- 충암고등학교 - 윤영철(KIA, 1라운드), 김동헌(키움, 2라운드), 이태연(롯데, 6라운드), 우승원(키움, 6라운드)
- 휘문고등학교 - 김민석(롯데, 1라운드), 정해원(KIA, 3라운드), 이준희(kt, 6라운드), 이도현(KIA, 7라운드), 남율(두산, 11라운드)
- 장충고등학교 - 이진하(롯데, 2라운드), 정준영(kt, 2라운드), 이민준(한화, 3라운드), 신윤호(삼성, 4라운드)
- 선린인터넷고등학교 - 오상원(키움, 2라운드), 이철민(LG, 9라운드), 김건이(강릉영동대-SSG, 10라운드)
- 성남고등학교 - 김동규(LG, 2라운드), 김건웅(kt, 4라운드), 이준명(동의대-kt, 10라운드)
- 경기상업고등학교 - 김재상(삼성, 3라운드)
- 신일고등학교 - 목지훈(NC, 4라운드), 송재선(한일장신대-키움, 5라운드), 송대현(동국대-LG, 8라운드), 서동욱(NC, 9라운드)
- 경기고등학교 - 안현서(SSG, 4라운드), 김문수(두산, 9라운드), 김재현(송원대-KIA, 10라운드), 고윤호(KIA, 11라운드)
- 덕수고등학교 - 이승원(키움, 4라운드), 강민균(홍익대-LG, 11라운드)
- 경동고등학교 - 임서준(두산, 4라운드)
- 배명고등학교 - 강건준(NC, 5라운드), 곽민호(LG, 10라운드)
- 청원고등학교 - 석상호(고려대-롯데, 7라운드)
- 배재고등학교 - 이승훈(SSG, 9라운드), 안겸(키움, 10라운드)

### 인천
- 인천고등학교 - 이호성(삼성, 1라운드), 배인혁(롯데, 11라운드)
- 제물포고등학교 - 천보웅(한려대-구미대-한화, 10라운드)

### 경기
- 라온고등학교 - 박명근(LG, 3라운드), 권동혁(LG, 6라운드), 이호열(키움, 8라운드)
- 야탑고등학교 - 박세직(SSG, 6라운드)
- 율곡고등학교 - 김시온(삼성, 6라운드)
- 청담고등학교 - 최원준(한화, 8라운드), 류현곤(SSG, 8라운드), 김민호(삼성, 8라운드), 정진호(kt, 9라운드)
- 안산공업고등학교 - 박일훈(KIA, 8라운드)
- 유신고등학교 - 변헌성(키움, 9라운드), 박시원(삼성, 9라운드), 류건우(두산, 10라운드)
- 장안고등학교 - 강건(kt, 11라운드)

### 충청
- 북일고등학교 - 최준호(두산, 1라운드), 문현빈(한화, 2라운드), 장우진(두산, 3라운드), 김민준(SSG, 7라운드)
- 대전고등학교 - 송영진(SSG, 2라운드), 김해찬(한화, 5라운드), 한서구(한화, 6라운드), 송성훈(한화, 7라운드), 박성빈(키움, 7라운드)
- 세광고등학교 - 서현원(삼성, 3라운드),  정대선(롯데, 5라운드), 김준영(SSG, 11라운드)
- 공주고등학교 - 곽도규(KIA, 5라운드)
- 한국K-POP고등학교 - 원상훈(LG, 5라운드)
- 청주고등학교 - 박진우(삼성, 11라운드)

### 강원
- 원주고등학교 - 김건희(키움, 1라운드)
- 강릉고등학교 - 조경민(롯데, 8라운드), 김예준(한화, 11라운드)

### 대구,경북
- 대구고등학교 - 이로운(SSG, 1라운드), 김정운(kt, 1라운드), 박장민(삼성, 10라운드)
- 경북고등학교 - 박한결(NC, 2라운드), 김기준(롯데, 4라운드), 정주영(NC, 8라운드), 황의준(수성대-kt, 외야), 배상호(NC, 10라운드)

### 부산,경남
- 경남고등학교 - 신영우(NC, 1라운드), 김범석(LG, 1라운드), 김정민(SSG, 3라운드), 박윤성(키움, 3라운드), 손민석(kt, 3라운드), 윤준호(동의대-두산, 5라운드), 이준호(성균관대-NC, 6라운드)
- 김해고등학교 - 김유성(고려대-두산, 2라운드)
- 마산고등학교 - 신용석(NC, 3라운드), 김관우(한화, 4라운드), 신성호(NC, 7라운드), 박민준(동강대-두산, 8라운드)
- 마산용마고등학교 - 김세일(KIA, 4라운드), 허용주(LG, 7라운드)
- 부산공업고등학교 - 강준서(동의대-삼성, 5라운드)
- 부산고등학교 - 임정균(LG, 5라운드), 백승우 (야구 선수)|백승우]](동아대-두산, 7라운드), 정재환(롯데, 9라운드)
- 개성고등학교 - 박재규(한화, 9라운드)

### 전북
- 전주고등학교 - 박권후(삼성, 2라운드)
- 군산상업고등학교 - 장세진(롯데, 10라운드)

### 광주,전남
- 화순고등학교 - 김건웅(연세대-SSG, 5라운드), 서유신(동강대-원광대-키움, 11라운드)
- 광주동성고등학교 - 이송찬(KIA, 6라운드)
- 광주제일고등학교 - 한충희(두산, 6라운드), 류승민(삼성, 7라운드)
- 광주진흥고등학교 - 류현인(단국대-kt, 7라운드)
- 순천효천고등학교 - 김주환(NC, 11라운드)